# Bob Graves (cầu thủ bóng đá)
Robert Edward Graves (sinh ngày 7 tháng 11 năm 1942) là một cựu cầu thủ bóng đá người Anh có 79 lần ra sân ở Football League thi đấu ở vị trí thủ môn cho Lincoln City. Trước đó ông thi đấu bóng đá non-league cho Kirton.